# 코스타리카 대학교
코스타리카 대학교(스페인어: Universidad de Costa Rica, UCR)는 중앙아메리카의 코스타리카에 있는 공립 대학이다. 주 캠퍼스인 시우다드 유니버시타리아 로드리고 파시오는 산호세주 산페드로에 위치해 있다. 코스타리카에서 가장 오래되고 가장 큰 고등교육기관으로 원래는 1843년에 산토 토마스 대학교로 설립되었다. 또한 중앙아메리카와 국가에서 가장 중요한 연구 대학이며 라틴아메리카에서 가장 권위 있는 대학 중 하나로 꼽힌다. 약 45,000명의 학생들이 1년 내내 UCR에 참석한다.

## 역사
코스타리카의 고등교육에 전념한 첫 번째 기관은 1843년에 설립된 세인트 토마스 대학교였다. 그 기관은 로마 가톨릭 교회와 긴밀한 관계를 유지했고 공교육 현대화 운동의 일환으로 베르나르도 소토 알파로 대통령의 진보적이고 반 성직자적인 정부에 의해 1888년에 폐쇄되었다. 법학, 농학, 미술, 그리고 약학의 학교들은 계속해서 독립적으로 운영되었다. 1940년 라파엘 앙헬 칼데론 과르디아 대통령의 개혁적인 행정부 동안, 이 네 학교는 현대 UCR을 설립하기 위해 다시 통합되었다.
UCR은 1972년과 1973년에 각각 정부에 의해 코스타리카 공과대학교와 코스타리카 국립 대학교가 문을 열기 전까지 이 나라의 유일한 대학으로 남아있었다. 몇 년 후인 1979년에, 다른 공립 대학이 영국 오픈 대학교를 본떠서 장거리 주립 대학교를 열었고, 마지막으로 국립 기술 대학교는 여러 무역 학교를 합병한 후 2008년에 문을 열었다. 오늘날 코스타리카에는 5개의 공립 대학과 약 53개의 소규모 사립 대학이 있다. 하지만 UCR은 여전히 가장 크고 자금이 풍부한 대학이다.

## 적용

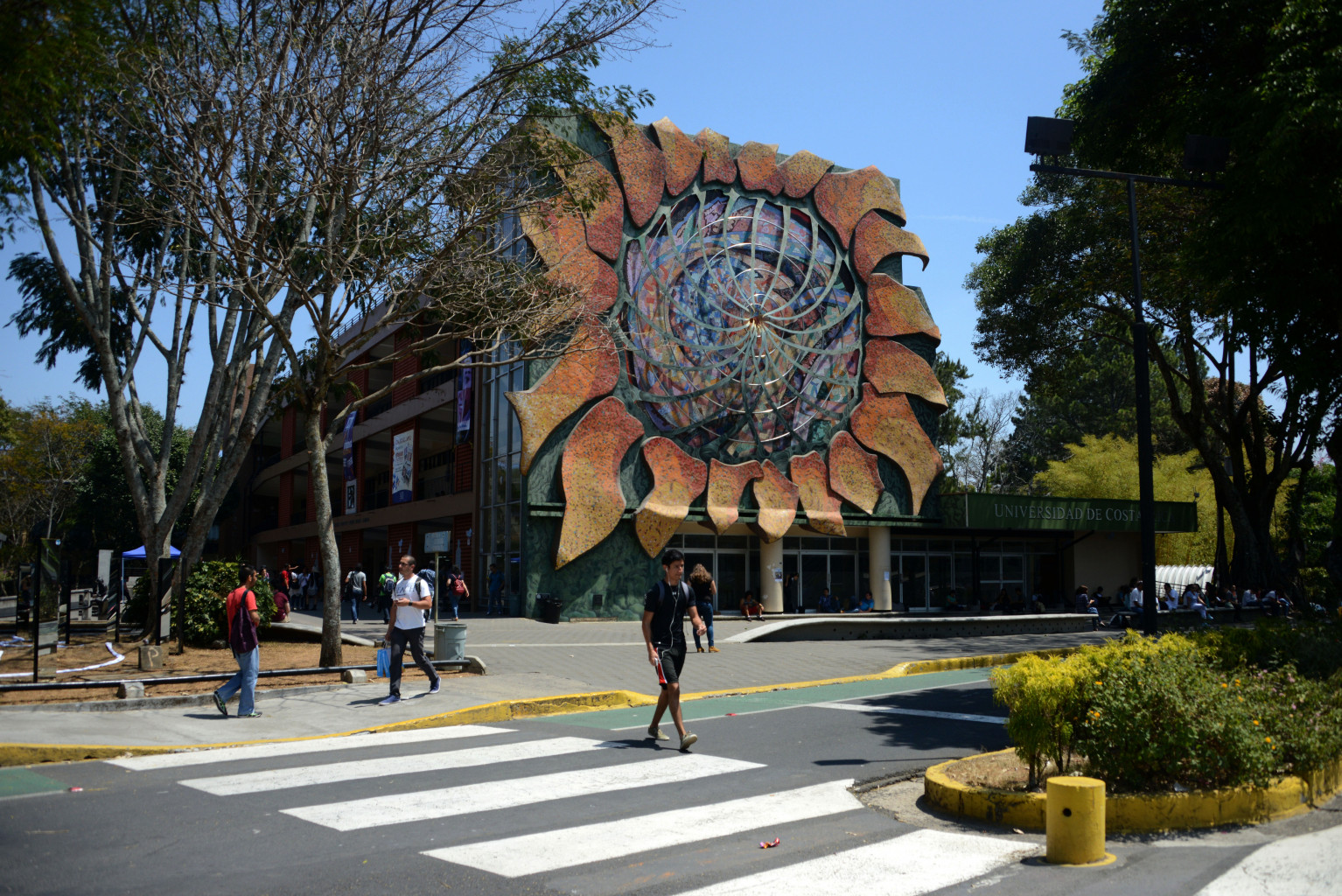
시우다드 유니버시타리아 로드리고 파시오의 에스쿠엘라 데 에스투디오스 장군 건물에 있는 유명한 해바라기 벽화

UCR에 지원하는 코스타리카 사람들은 입학 시험을 봐야 한다. 이 시험은 미국의 SAT와 비슷하다. 이 시험의 점수는 학생의 고등학교 마지막 학년의 성적과 함께 학생의 입학 점수를 결정하는 데 사용되며, 이는 나중에 특정 전공과 재정 지원에 대한 입학을 결정하는 데 사용된다. 800점은 입학시험에서 가장 높은 점수이고 442점은 입학에 필요한 최소 점수이다. 800점을 받은 학생들은 보통 코스타리카 신문의 1면에 등장한다.
학부 입학은 약 25%의 합격률을 보이며 매우 선별적이다. 2009년에는, 입학 시험을 마친 31.042점 중, 16,593점만이 입학에 필요한 442점 이상의 점수를 받았다. 그러나 대학에 입학하는 것이 선택된 학과 프로그램이나 전공에 입학하는 것을 보장하지는 않는다. 2007년에는 대학에 입학한 사람들 중 60%만이 자신이 선택한 전공에 합격했다. 나머지 40%는 자신이 좋아하는 프로그램에 입학하기 위해 학점 평균을 필요한 수준으로 끌어올리기를 바라며 전공에 적합하지 않을 수도 있는 수업을 들어야 한다.
국제 지원자들은 입학시험에 지원하고 시험을 치르기 위해서는 공교육부에서 고등학교 자격증과 출신 국가의 성적을 다시 확인해야 한다. 대학원 지원자들은 또한 그들의 학부 자격증을 재검증해야 한다.

## 평판 및 순위
현재, 이 대학은 중앙아메리카와 카리브 제도에서 1위를 차지하고 있으며, 라틴아메리카에서는 19위, QS 세계 대학 순위에서 전 세계적으로 511~520위를 차지하고 있다. 세계 대학 웹메트릭스 랭킹에서는 중앙아메리카와 카리브 제도에서 4위, 라틴아메리카에서 28위, 전 세계에서 844위를 차지하고 있다.

## 국제 협력
대학교는 DAAD (독일 학술 신탁), 일본, 프랑스, 멕시코, 스페인, 대만, 유럽 연합, 미주 기구 및 열대 연구 기구와 같은 미국 연구 기관과 국제 협력 동맹을 유지하고 있고, 코스타리카에 본사를 두고 있으며 UCR의 중앙 캠퍼스(로드리고 파시오 캠퍼스)에 위치해 있다. 코스타리카 대학교와 연계된 다른 대학으로는 플로리다 대학교, 올버니 대학교, 텍사스 대학교 오스틴, 일리노이 대학교 어배너-섐페인, 메릴랜드 대학교, 럿거스 대학교, 캔자스 대학교가 있는데, 이는 서반구에서 두 대학교 사이에 가장 오래된 상설 협약이다.
이 대학은 아르헨티나, 오스트리아, 벨기에, 볼리비아, 브라질, 캐나다, 칠레, 콜롬비아, 쿠바, 덴마크, 도미니카 공화국, 에콰도르, 엘살바도르, 핀란드, 프랑스, 독일, 온두라스, 아이슬란드, 이스라엘, 이탈리아, 일본, 자메이카, 멕시코, 네덜란드, 니카라과, 노르웨이, 파나마, 페루, 포르투갈, 푸에르토리코, 러시아, 대한민국, 스페인, 스웨덴, 스위스, 대만, 미국, 우루과이, 미국, 그리고 베네수엘라를 포함한 41개 이상의 국가와 학술적 관계를 유지하고 있다.